# Girolamo Savonarola
Girolamo Savonarola (Ferrara, 21 de setembro de 1452 – Florença, 23 de maio de 1498), cujo nome é por vezes traduzido como Jerônimo Savonarola ou Hieronymous Savonarola, foi um padre dominicano e pregador na Florença renascentista que ficou conhecido por supostas profecias, pela destruição de objectos de arte e artigos de origem secular e seus apelos de reforma da Igreja Católica.
Savonarola veio de uma antiga e tradicional família de Ferrara. Devotou-se ao estudo da filosofia e medicina e em 1474, durante uma viagem a Faenza, ouviu um sermão proferido por um padre agostiniano, que o fez renunciar ao mundo, incorporando-se à ordem dominicana em Bolonha, sem o conhecimento de seus pais.
Savonarola denominava-se um profeta (Diferente das conotações atuais, na Idade Média o termo profeta era aplicado a políticos e religiosos que, segundo as crenças, podiam interpretar os eventos do mundo como sinais da vontade divina) e escreveu sobre suas supostas visões em seu Compendium revelationum, em que ele associava a corrupção do clero com um dilúvio de pecados e libertinagem e o rei Carlos VIII da França a um "novo Ciro". Quando a França invadiu a Itália e ameaçou intervir em Florença em 1494, essas profecias pareceram se realizar e Savonarola conseguiu apoio popular para afastar os Médici do poder e declarar Florença uma "república popular".
Em 1495, quando Florença recusou participar da Santa Liga junto ao Vaticano para se opôr à invasão francesa, Savonarola foi convocado a Roma pelo papa Alexandre VI. Savonarola recusou a convocação e prosseguiu a desafiar o papa, pregando sob uma proibição, declarando Florença uma nova Jerusalém: o novo centro do cristianismo no mundo, e começando uma campanha puritana que é lembrada especialmente em virtude das suas recorrentes "fogueiras das vaidades". Nesses eventos, obras de arte, livros e outros objectos que eram considerados produtos da vaidade humana, luxo desnecessário ou de natureza imoral eram coletados e queimados publicamente. Obras de Ovídio, Propertius, Dante, Boccaccio, Botticelli e Lorenzo di Credi, entre outros, foram queimadas nesses eventos, que por sua vez não passaram despercebidos pelo Vaticano. Em retaliação, o papa excomungou Savonarola em maio de 1497, e ameaçou uma interdição em Florença.
Uma ordália foi proposta por um pregador rival em Florença em 1498 para testar a investidura divina de Savonarola, o que resultou em um fiasco e reverteu a opinião popular contra ele, sendo Savonarola preso com mais dois frades seus aliados. Sob tortura, Savonarola confessou que havia inventado suas visões e profecias e, em 23 de maio de 1498, a Igreja Católica e as autoridades civis condenaram os três frades à morte por enforcamento e a serem queimados em praça pública. No entanto, é importante notar que a confissão de Savonarola sob tortura pode ter sido obtida de forma coercitiva e, portanto, não pode ser considerada completamente confiável. Além disso, muitas das visões e profecias atribuídas a Savonarola são ainda objeto de debate e interpretação por historiadores e estudiosos da época.
Durante sua campanha reformadora, Savonarola recebeu apoio de jovens seguidores que passaram a ser conhecidos como "piagnoni", que tentaram manter a sua política durante o século seguinte, mas o movimento foi afinal desmantelado pelo restabelecimento dos Médici no poder.

## Oposição contra a vida pagã
Sentindo profundamente a perda de valores trazida pelo ideário do Renascimento, como é evidente do poema No declínio da igreja, que escreveu no primeiro ano de sua vida monástica, fortaleceu-se com a instrução dos noviços no mosteiro, em Bolonha, e começou a escrever os tratados filosóficos baseados em Aristóteles e em São Tomás de Aquino. Em 1481, foi designado por seu superior para pregar em Florença. Nesse centro do Renascimento, opôs-se imediatamente à vida pagã e freqüentemente contra a imoralidade prevalecente em muitas classes da sociedade, em especial na corte de Lourenço de Médici.
Em 1489, Savonarola retornou a Florença, que seria o cenário de seus trabalhos futuros e sua queda.

## Interpretação do Apocalipse
Em agosto de 1490, Savonarola começou seus sermões no púlpito da igreja de São Marcos, com a interpretação do Apocalipse. Seus sermões fizeram sucesso, exercendo uma influência crescente sobre o povo. Apesar de sua ascensão no Mosteiro de São Marcos, ele deixou manifesta a sua crítica quanto ao governo da cidade, faltando à visita a Lourenço de Médici — embora os Médici se mostrassem sempre mecenas generosos do mosteiro.

## Reforma interna do mosteiro
Nesse período, Savonarola começou a reforma interna do mosteiro, quando São Marcos e outros mosteiros de Toscana foram separados da congregação da Lombardia. Savonarola começou a criticar a imoralidade, a vida de prazeres dos florentinos, enquanto pregava que a população voltasse à vida da virtude cristã. Seus sermões e sua personalidade causavam um profundo impacto na população.

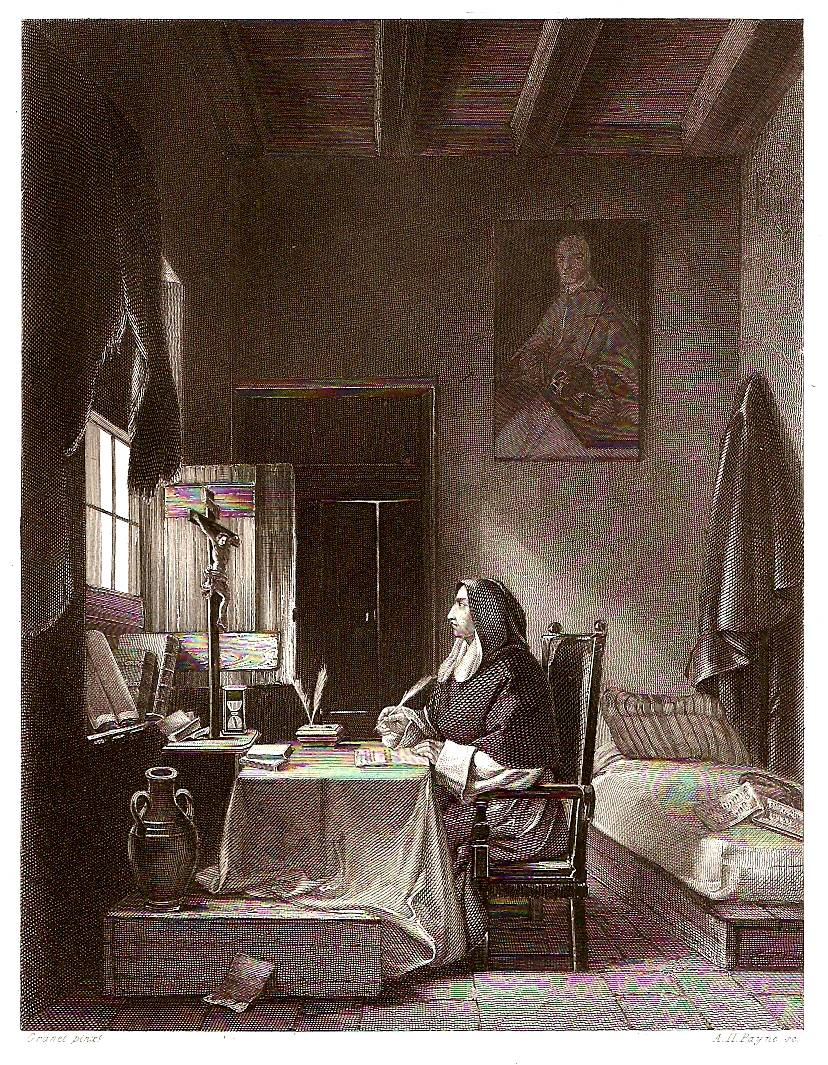
Girolamo Savonarola escrevendo e meditando em reclusão - 1853 gravura pela A.H. Payne Publishers (de: Dr. Nuno Carvalho de Sousa Private Collections - Lisboa.)

Savonarola intensificou suas críticas, agora contra os abusos na vida eclesiástica, da imoralidade de grande parte do clero — sobretudo a vida imoral de muitos membros da Cúria romana —, dos príncipes e dos cortesãos. Em termos proféticos, passou a anunciar o juízo final, numa alusão a Carlos VIII, o rei de França, que tinha entrado na Itália e estava avançando contra Florença.

## Vida moral regenerada
Cristo foi considerado o rei de Florença e protetor de suas liberdades. Um grande conselho, com representantes de todos os cidadãos passou a governar a república e a lei de Cristo deveria ser a base da vida política e social. Savonarola não interferiu diretamente na política e nos casos de estado, mas seus ensinos e suas ideias eram absorvidos, fazendo com que a vida moral dos cidadãos fosse regenerada. Muitas pessoas trouxeram artigos de luxo, que foram queimados publicamente. Uma irmandade foi fundada por Savonarola para incentivar uma vida piedosa e cristã entre seus membros.

## Conflito com o papa Alexandre VI
Esses esforços de Savonarola vieram a gerar conflito com Alexandre VI. O papa, como todos os príncipes de cidades italianas, à exceção de Florença, era um oponente da política francesa. Além disso, Carlos VIII o tinha ameaçado freqüentemente com a convocação de um concílio em oposição. Além disso, o pregador dominicano falava com violência crescente contra o papa e a Cúria. Os fatos terminaram por precipitar a exigência papal de que Savonarola pregasse obediência, além de ir a Roma para defender-se. Savonarola desculpou-se, alegando estar com a saúde danificada. As conseqüências seguintes foram a proibição de o dominicano fazer pregações e a devolução do mosteiro de São Marcos à congregação de Lombardia. Em sua resposta, Savonarola procurou justificar-se e declarando que ele sempre tinha se submetido ao julgamento da Igreja; com isso o mosteiro foi retirado da congregação da Lombardia e a conduta de Savonarola foi julgada suavemente, mas a proibição de suas pregações foi mantida.

## Savonarola desafia a autoridade papal

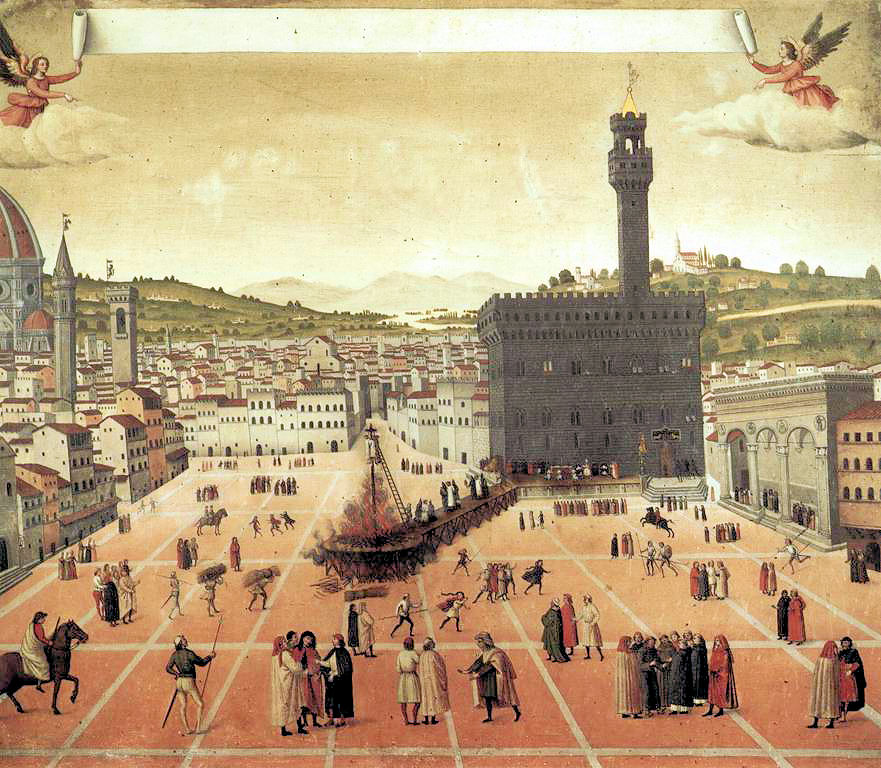
Enforcamento e incineração do corpo de Savonarola na Piazza della Signoria (Anônimo, 1498, Museu Nacional de São Marcos

Em seus novos sermões atacou violentamente os crimes do Vaticano, que aumentaram desse modo as paixões em Florença. Um cisma começou a se prefigurar e o papa foi forçado outra vez a agir. Mesmo assim, Savonarola prosseguiu com suas pregações cada vez mais violentas contra a Igreja de Roma, recusando-se a obedecer às ordens recebidas. Em 12 de maio de 1497, foi excomungado.

## Queda de Savonarola
Savonarola, acreditando ser a voz de Deus, tinha o hábito de clamar para que o Poder Divino o fulminasse, se ele estivesse errado, e dizia estar disposto a caminhar sobre o fogo para provar a retitude de suas pregações. Quando um frade franciscano aceitou o desafio, dizendo que achava que ele seria queimado, mas que seu sacrifício serviria para tirar a ilusão do povo, Savonarola não se mostrou mais disposto e desistiu da prova.
Um frei dominicano, discípulo de Savonarola, aceitou o desafio em seu lugar, e o circo foi armado, em Florença. A multidão compareceu para assistir a uma tragédia ou a um milagre. O representante de Savonarola, porém, inventou uma desculpa para não caminhar sobre o fogo e, após vários insultos de lado a lado, acabou não havendo a esperada ordália pelo fogo.

## Morte
Depois desse fiasco, a influência de Savonarola foi diminuindo, e logo seus inimigos o levaram à autoridade secular. Algumas confissões foram obtidas sob tortura, e ele foi condenado à morte na fogueira. Ele seguiu para a morte com fortitude e grandeza. Alguns até acreditavam que fosse um santo. Morreu em 23 de maio de 1498.[carece de fontes?]

## Influência cultural
Cogita-se que Leonardo da Vinci teria retratado Savonarola na sua famosa obra A Última Ceia no rosto de Judas Iscariotes.
Entre os seus escritos, estão: Triumphus Crucis de fidei veritate (Florença, 1497), seu principal trabalho na apologia ao cristianismo; Compendium revelationum (Florença, 1495); Scelta di prediche e scritti, (Florença, 1898); Trattato circa il Reggimento di Firenze, (Florença, 1848); suas cartas, Archivio storico italiano (1850); poemas (Florença, 1847) e Dialogo della verita (1497).